# Mysmenella saltuensis
Mysmenella saltuensis är en spindelart som först beskrevs av Simon 1895.  Mysmenella saltuensis ingår i släktet Mysmenella och familjen Mysmenidae.
Artens utbredningsområde är Sri Lanka. Inga underarter finns listade i Catalogue of Life.